# Benjamin Tabart
Benjamin Tabart (* ca. 1767/8; † 1833) war ein Londoner Buchhändler und Eigentümer der Juvenile Library in der Bond Street, die viele berühmte Kinderbücher inklusive Märchen veröffentlichte, darunter Märchen von Charles Perrault, Marie-Catherine d’Aulnoy und aus Tausendundeiner Nacht sowie Versionen von Volksbüchern wie Valentine und Orson, Fortunatus und Robin Hood. Das altenglische Märchen The History of Jack and the Beanstalk ist bei ihm vermutlich zum ersten Mal im Druck erschienen (1807).

## Herausgegebene Werke
- The adventures of Andolocia, with the purse and cap of his father Fortunatus: a tale for the nursery, Juvenile and School Library, London 1804
- Richard Cœur de Lion, an historical tale, Juvenile and School Library, London 1808
- Popular fairy tales; or, a Liliputian library; containing twenty-six choice pieces of fancy and fiction, by those renowned personages King Oberon, Queen Mab, Mother Goose, Mother Bunch, Master Puck, and other distinguished personages at the court of the fairies, Sir Richard Phillips and Co., London ca. 1818